# Crobylophanes sericophaea
Crobylophanes sericophaea är en fjärilsart som beskrevs av Edward Meyrick 1938. Crobylophanes sericophaea ingår i släktet Crobylophanes och familjen fransmalar. Inga underarter finns listade i Catalogue of Life.